# پلاک (فیلم)
پلاک فیلمی به کارگردانی ابراهیم قاضی زاده و نویسندگی مجتبی متوالی ساختهٔ سال ۱۳۶۴ است.

## داستان
یک گروه هشت نفری تکاور، به فرماندهی سروان هاشمی، مأموریت می یابند تا با نفوذ به منطقه تحت اشغال دشمن نقشه استحکامات و مناطق مین‌گذاری شده را تهیه کنند. پس از انجام مأموریتشان همه افراد به جز فرمانده گروه در درگیری با دشمن کشته می‌شوند و فرمانده که جنازه یکی از همرزمانش را به دوش می‌کشد با نقشه‌ها به سوی پایگاه نیروهای خودی به راه می‌افتد…

## بازیگران
- حسین گیل
- مصطفی طاری
- آرش تاج تهرانی
- عباس نوذری
- حسین معلومی
- رضا صفایی پور
- نعمت افشاریان
- عباس مختاری
- رضا راد
- لقمان نظیری
- احمد بهروزی
- رضا خرسندی
- علی بیات
- علی نظری
- فریدون بخشایش
- سیدجلال طباطبایی
- جواد روشنایی
- محمد آزادی
- یوسف آذری
- ناهید ظفر
- پریرخ شکیبا

## فروش
میزان فروش فیلم به تفکیک سال نمایش، به شرح زیر است:
| سال  | تعداد بلیت | میزان فروش | منبع   |
| ---- | ---------- | ---------- | ------ |
| ۱۳۶۵ | ۱٬۲۶۵٬۳۴۵  | ۱۱٬۱۹۱٬۵۲۵ | [ ۱ ]  |
| ۱۳۶۶ | ۹۷۷٬۴۳۶    | ۷٬۷۶۳٬۳۱۶  | [ ۲ ]  |
| ۱۳۶۷ | ۴۱۹٬۴۷۴    | ۳٬۳۷۴٬۰۲۱  | [ ۳ ]  |
| ۱۳۶۹ | ۵٬۰۸۳      | ۹۷٬۴۷۴     | [ ۴ ]  |
| ۱۳۷۰ | ۱٬۴۲۶٬۵۴۴  | ۲۵٬۳۴۸٬۳۴۷ | [ ۵ ]  |
| ۱۳۷۱ | ۳۲۴٬۷۱۲    | ۷٬۷۵۹٬۰۸۵  | [ ۶ ]  |
| ۱۳۷۲ | ۱۶۶٬۹۱۶    | ۵٬۶۷۲٬۳۱۰  | [ ۷ ]  |
| ۱۳۷۳ | ۱۹۵٬۷۰۳    | ۶٬۸۵۸٬۲۱۰  | [ ۸ ]  |
| ۱۳۷۴ | ۲۱۴٬۹۴۱    | ۱۰٬۰۶۵٬۵۳۰ | [ ۹ ]  |
| ۱۳۷۵ | ۷۱٬۵۵۴     | ۴٬۹۸۸٬۳۶۰  | [ ۱۰ ] |
| ۱۳۷۶ | ۳۰٬۹۸۶     | ۲٬۷۰۰٬۸۶۰  | [ ۱۱ ] |
| ۱۳۷۷ | ۳۶٬۶۷۹     | ۳٬۷۵۴٬۶۷۰  | [ ۱۲ ] |
| ۱۳۷۸ | ۸٬۹۴۹      | ۱٬۴۳۶٬۸۰۰  | [ ۱۳ ] |
| ۱۳۷۹ | ۵٬۰۳۲      | ۱٬۱۲۱٬۴۰۰  | [ ۱۴ ] |
| ۱۳۸۰ | ۶۳۹        | ۱۲۷٬۸۰۰    | [ ۱۵ ] |
| ۱۳۸۱ | ۳۹۰        | ۱۱۷٬۰۰۰    | [ ۱۶ ] |
| ۱۳۸۲ | ۷۶۳        | ۲۲۸٬۹۰۰    | [ ۱۷ ] |
| مجوع | ۵٬۱۵۱٬۱۴۶  | ۹۲٬۶۰۵٬۶۰۸ |        |